# Iwase Ken
Ken Iwase (sinh ngày 8 tháng 1 năm 1975) là một huấn luyện viên và cựu cầu thủ bóng đá người Nhật Bản.

## Sự nghiệp câu lạc bộ
Ken Iwase đã từng chơi cho Urawa Reds và Omiya Ardija.